# Linea Iwate Galaxy

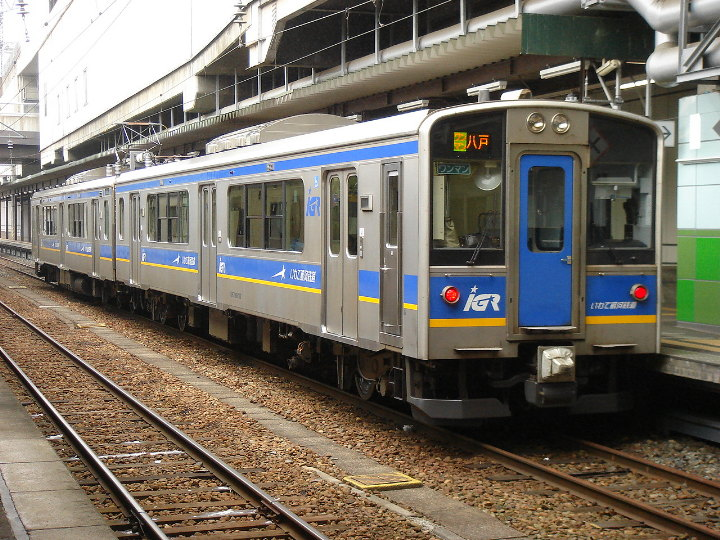
Un treno della linea

La linea ferroviaria Iwate Galaxy (いわて銀河鉄道線?, Iwate Galaxy tetsudō-sen) è una linea ferroviaria regionale quasi interamente situata nella prefettura di Iwate, e con un breve tratto anche in quella di Aomori che collega principalmente le città di Morioka e di Hachinohe. Corre parallela al Tōhoku Shinkansen, la linea ad alta velocità che unisce Aomori con Tokyo. La ferrovia apparteneva alla linea principale Tōhoku, ma con l'estensione dello Shinkansen da Morioka a Hachinohe nel 2002, la ferrovia è stata distaccata dalla JR East ed è ora gestita dalla prefettura. Alcuni treni JR East e merci continuano tuttora a percorrerla.

## Servizi
La linea, elettrificata e interamente a doppio binario supporta, oltre ai treni locali (un treno all'ora fra Morioka e Hachinohe, con rinforzi per Takizawa con maggior frequenza), anche servizi rapidi. È presente un rapido che percorre tutta la linea, fra Morioka e Metoki, e quindi prosegue sulla ferrovia Aoimori fino alla stazione di Hachinohe e il rapido Hachimantai, che arrivato alla stazione di Kōma, si immette sulla linea Hanawa fino alla stazione di Ōdate. La velocità massima della linea è di 110 km/h.

## Stazioni
| Stazione                                              | Giapponese   | Distanza | Distanza | Rapidi | Rapidi                             | Collegamenti                                                                                   | Posizione       | Posizione |
| Stazione                                              | Giapponese   | Interst. | Totale   |        | Hachimantai                        | Collegamenti                                                                                   | Posizione       | Posizione |
| ----------------------------------------------------- | ------------ | -------- | -------- | ------ | ---------------------------------- | ---------------------------------------------------------------------------------------------- | --------------- | --------- |
| Morioka                                               | 盛岡         | -        | 0.0      | ●      | ●                                  | Tōhoku Shinkansen ■ Akita Shinkansen ■ Linea principale Tōhoku ■ Linea Tazawako ■ Linea Yamada | Morioka         | Iwate     |
| Aoyama                                                | 青山         | 3.2      | 3.2      | ▲      | ｜                                 |                                                                                                | Morioka         | Iwate     |
| Kuriyagawa                                            | 厨川         | 2.4      | 5.6      | ▲      | ●                                  |                                                                                                | Morioka         | Iwate     |
| Sugo                                                  | 巣子         | 4.6      | 10.2     | ▲      | ｜                                 |                                                                                                | Takizawa Iwate  | Iwate     |
| Takizawa                                              | 滝沢         | 2.0      | 12.2     | ▲      | ●                                  |                                                                                                | Takizawa Iwate  | Iwate     |
| Shibutami                                             | 渋民         | 4.4      | 16.6     | ▲      | ●                                  |                                                                                                | Morioka         | Iwate     |
| Kōma                                                  | 好摩         | 4.7      | 21.3     | ▲      | ●                                  | ■ Linea Hanawa (alcuni servizi diretti)                                                        | Morioka         | Iwate     |
| Iwate-Kawaguchi                                       | 岩手川口     | 5.6      | 26.9     | ｜     | servizi diretti sulla linea Hanawa |                                                                                                | Iwate, Iwate    | Iwate     |
| Iwate-Numakunai                                       | いわて沼宮内 | 5.1      | 32.0     | ●      | servizi diretti sulla linea Hanawa | Tōhoku Shinkansen                                                                              | Iwate, Iwate    | Iwate     |
| Midō                                                  | 御堂         | 5.3      | 37.3     | ▲      | servizi diretti sulla linea Hanawa |                                                                                                | Iwate, Iwate    | Iwate     |
| Okunakayama-Kōgen                                     | 奥中山高原   | 7.1      | 44.4     | ●      | servizi diretti sulla linea Hanawa |                                                                                                | Ichinohe Ninohe | Iwate     |
| Kotsunagi                                             | 小繋         | 7.8      | 52.2     | ▲      | servizi diretti sulla linea Hanawa |                                                                                                | Ichinohe Ninohe | Iwate     |
| Kozuya                                                | 小鳥谷       | 7.6      | 59.8     | ▲      | servizi diretti sulla linea Hanawa |                                                                                                | Ichinohe Ninohe | Iwate     |
| Ichinohe                                              | 一戸         | 4.7      | 64.5     | ●      | servizi diretti sulla linea Hanawa |                                                                                                | Ichinohe Ninohe | Iwate     |
| Ninohe                                                | 二戸         | 6.3      | 70.8     | ●      | servizi diretti sulla linea Hanawa | Tōhoku Shinkansen                                                                              | Ninohe          | Iwate     |
| Tomai                                                 | 斗米         | 2.9      | 73.7     | ▲      | servizi diretti sulla linea Hanawa |                                                                                                | Ninohe          | Iwate     |
| Kintaichi-Onsen                                       | 金田一温泉   | 4.7      | 78.4     | ▲      | servizi diretti sulla linea Hanawa |                                                                                                | Ninohe          | Iwate     |
| Metoki                                                | 目時         | 3.6      | 82.0     | ▲      | servizi diretti sulla linea Hanawa | Ferrovia Aoimori (servizi diretti)                                                             | Sannohe         | Aomori    |
| Servizi diretti fino a Hachinohe via ferrovia Aoimori |              |          |          |        |                                    |                                                                                                |                 |           |